# Agrodiaetus
Agrodiaetus là một chi bướm ngày thuộc họ Lycaenidae.

## Hình ảnh

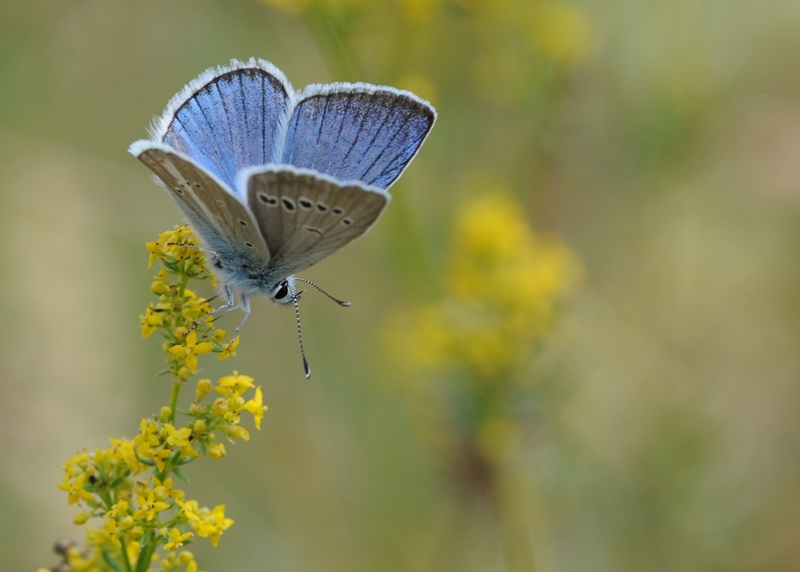
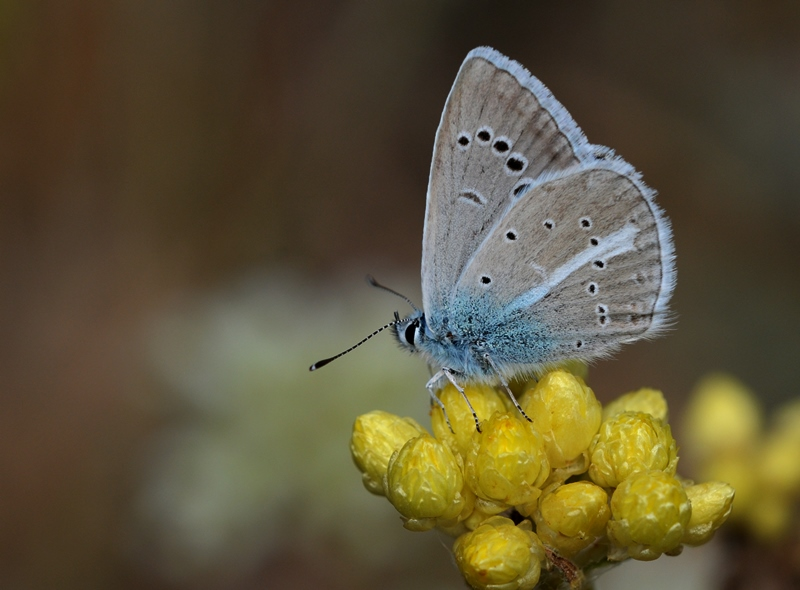
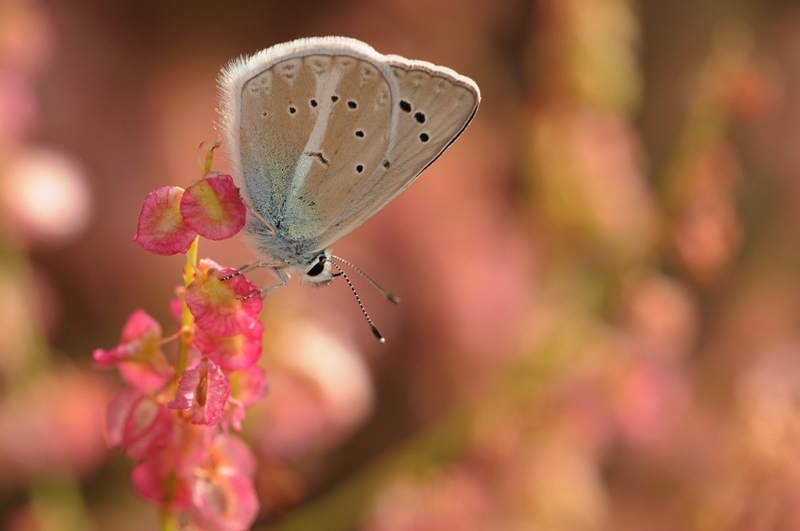